# Asphondylia phyllanthi
Asphondylia phyllanthi är en tvåvingeart som beskrevs av Ephraim Porter Felt 1920. Asphondylia phyllanthi ingår i släktet Asphondylia och familjen gallmyggor.
Artens utbredningsområde är Myanmar. Inga underarter finns listade i Catalogue of Life.